# Lizzie Corfixen
Lizzie Güldenløve Corfixen (født 11. januar 1944 i Slagelse, død 26. august 1988) var en dansk skuespiller.
Lizzie Corfixen er mor til Liv Corfixen.

## Filmografi
- Med kærlig hilsen (1971)
- Afskedens time (1973)
- Prins Piwi (1974)
- Den dobbelte mand (1976)
- Inden vi vågner (1976)
- Strømer (1976)
- Pas på ryggen, professor (1977)
- Modellerne (film) (1978)
- Barluder (1982)
- Et skud fra hjertet (1986)